# Blauer Portugieser
Der Blaue Portugieser ist eine alte Reb- und Rotweinsorte, welche in Mitteleuropa verbreitet ist. Zum Blauen Portugieser gibt es zahlreiche Synonyme. Die Anbaufläche ist seit den 1990er Jahren stark rückläufig. In Deutschland wurde sie innerhalb von zehn Jahren von 5039 ha (2001) auf 3966 ha (2011) verringert, in Österreich von 2358 ha (1999) auf 1265,7 ha (2015).

## Herkunft
Die Sorte hat ihren wahrscheinlichen Ursprung in der Thermenregion in Niederösterreich.

## Abstammung

Stammbaum von Blauer Portugieser

Nach den neuesten gentechnischen Untersuchungen ist die Sorte eine Kreuzung der blauen Rebsorte Sbulzina (Blauer Römer, Schlehenschwarze) mit Grünem Silvaner. Die Zuordnung wurde mit einer umfangreichen Untersuchung der Abstammung der Elternsorten möglich. Sie ist zudem eine Halbgeschwistersorte von Blaufränkisch. Die Blaue Zimmettraube ist nur mit Roter Portugieser verwandt, jedoch nicht mit dem Blauen Portugieser oder Blaufränkisch. Dies wurde in einer Kroatischen Genomstudie festgestellt. Die wahre Identität der Blauen Zimmettraube wurde hier gefunden, die den Namen Modra Kosovina trägt.
Grauer Portugieser und Grüner Portugieser sind Mutationen, die in österreichischen Weingärten aufgefunden wurden.

## Namensnennung
Der niederösterreichische Heimatforscher Franz Langwieser schrieb 1953 im Heimatbuch von Schwadorf:

„Zum erstenmal tauchte der Name Portugieser 1828 auf. Prof. von Jaquin schrieb darüber: Ausser den Burgunder Reben finden sich in Badner Weinbergen noch zwei andere Rebenvarietäten, nämlich die süßeren, sogenannten Portugieser, die auch dem Traubenverkauf dienen und die sogenannten Blauen Fränker.“

Graf von Fries, der als österreichischer Gesandter unter anderem in Portugal tätig gewesen war, soll um 1770 oder 1780 Rebsorten aus dem Ausland in seinem Weingarten in Vöslau Weingärten angepflanzt haben. Die Sorte verbreitete sich rasch in den Weinbaugemeinden Vöslau, Baden, Sooß und Gainfarn, weswegen sie in Österreich früher auch als „Vöslauer“ oder „Badener“ bezeichnet wurden. Johann Baumgartner, Weinbauer und Rebschulbesitzer in Gumpoldskirchen schrieb 1856, dass Graf Fries Portugieser aus Oporto eingeführt und alljährlich über 300.000 Stück Portugieserreben nach dem westlichen Deutschland und nach Steiermark geliefert habe. Auch im Handbuch des Weinbaues von Babo und Mach wird Portugal als Herkunft der Sorte angegeben. Nach Josef Löschnig soll der Blaue Portugieser von einer südlichen, unbekannten Traubensorte abstammen.
Die hier gemachten Herkunftsangaben sind auf Grund der neuen Erkenntnisse hinfällig: Der Blaue Portugieser stammt höchstwahrscheinlich aus der Thermenregion. Der Name Portugieser dürfte von der portugiesischen Rebsortensammlung von Graf Johann von Fries auf die Rebsorte übergesprungen sein. Der vorherige Name ist unbekannt.
Im 19. Jahrhundert galt der Blaue Portugieser als eine der anbauwürdigsten neuen Rebsorten in Mitteleuropa. Als Förderer dieser Rebsorte galten vor allem die Rebschulisten und Fachmänner Robert Schlumberger von Goldeck aus Bad Vöslau, Johann Baumgartner aus Gumpoldskirchen sowie Johann Philipp Bronner und Christian Single aus Deutschland.

## Ampelographische Sortenmerkmale

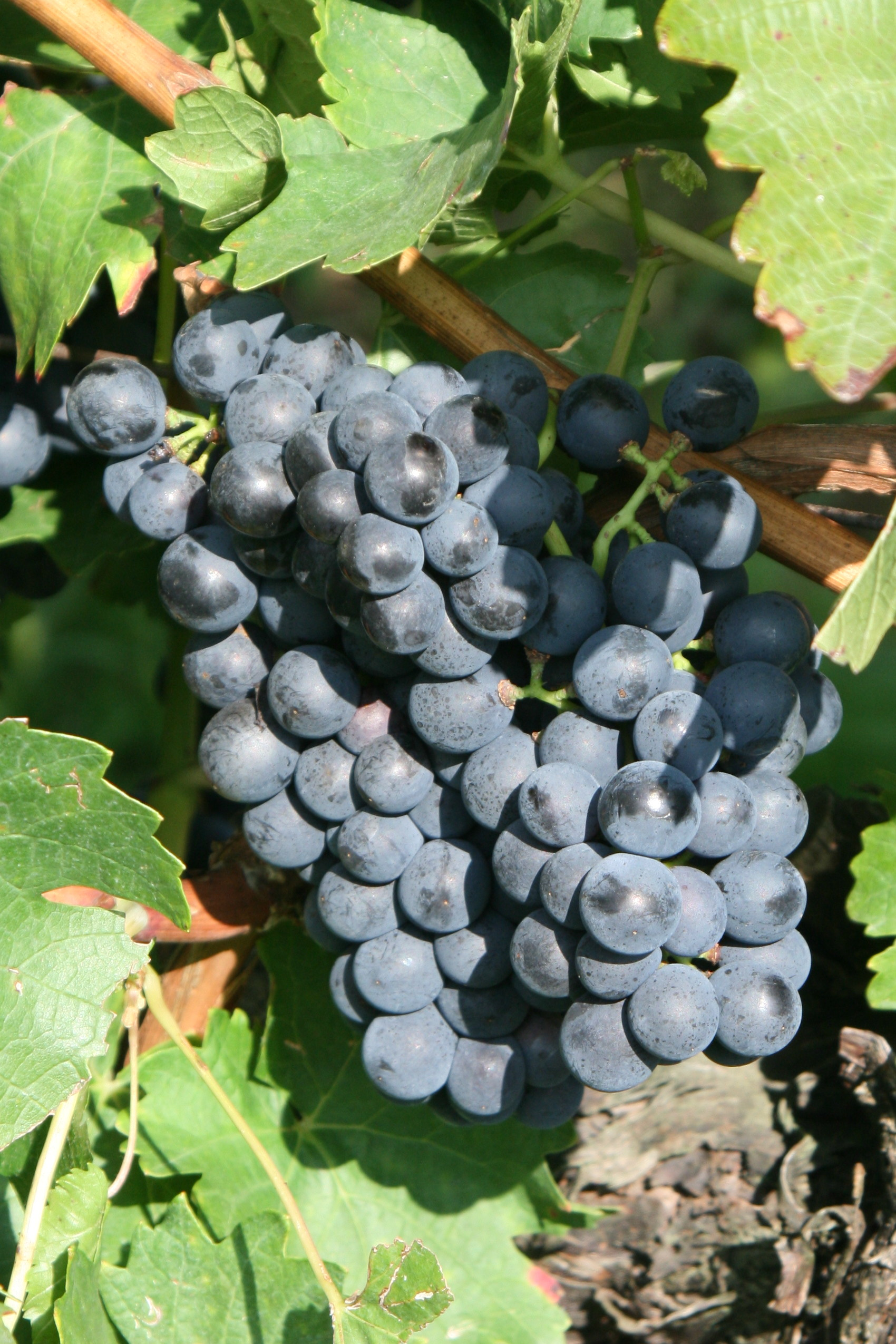
Blauer Portugieser – Trauben

- Die Triebspitze ist offen. Sie ist ganz schwach spinnwebig behaart, von gelblichgrüner Farbe und fast glänzend. Die grünlichen, leicht bronzefarbenen Jungblätter sind ebenfalls ganz schwach behaart.[14][15]
- Die großen Blätter sind eher rundlich, dick, meist dreilappig bis schwach fünflappig und nur wenig gebuchtet (siehe auch den Artikel Blattform). Die Stielbucht ist lyrenförmig bis V-förmig offen. Das Blatt ist grob gezähnt. Die Blattoberfläche ist glatt oder nur wenig blasig.
- Die kegelförmige Traube ist mittelgroß mit ein bis drei Flügeln und ist dichtbeerig. Die länglichen Beeren sind mittelgroß und schwarzblaue gefärbt und besitzen eine dünne Beerenschale.
- Die Sorte hat einen sehr kräftigen Wuchs.

Reife: Der Blaue Portugieser reift fast zeitgleich mit dem Gutedel und gilt somit als früh reifend.

## Ertrag
Der Ertrag ist sehr hoch und regelmäßig. Ohne Mengenregulation kann der Ertrag bei 120 bis 200 hl/ha liegen.

## Eigenschaften
Der Blaue Portugieser treibt mittelfrüh aus. Dadurch entgeht er eventuellen sehr späten Frühjahrsfrösten.
Gegenüber dem Echten und Falschen Mehltau ist die Rebsorte sehr anfällig. Sehr anfällig reagiert die Sorte auf eine Infektion mit der Phomopsis viticola (Schwarzfleckenkrankheit).
Sie neigt darüber hinaus zum Befall mit Rohfäule. Da die Rohfäule störend auf die Rotweinfarbe wirkt, wird der Blaue Portugieser häufig vor der physiologischen Reife geerntet. Er wird oft schon in der ersten Septemberhälfte geerntet und ist bereits im nächsten Frühjahr gut trinkbar. Die Sorte besitzt eine geringe Winterfrostwiderstandsfähigkeit.

## Ansprüche
Vorteil des Blauen Portugieser ist, dass er mit fast allen Böden (außer schweren, feuchten und kühlen) zurechtkommt, auch mit nährstoffarmen und sandigen. Auch flache Lagen akzeptiert er und lässt sich dort gut maschinell bearbeiten.

## Wein
Die Sorte liefert säurearme, milde Rotweine mit vergleichsweise wenig Tannin, welche schnell trinkfertig sind. Bei hohem Ertrag liefert die Sorte einfache Weine. Nur bei entsprechender Mengenregulation und Ausbauweise erbringt sie gute Qualitätsweine.

## Verbreitung

### Verbreitung auf der Welt
| Land                 | Rebfläche ha |
| -------------------- | ------------ |
| Slowakei             | 92           |
| Chile                | 2            |
| Deutschland          | 4202         |
| Frankreich           | 28           |
| Italien              | 167          |
| Kroatien             | 42           |
| Österreich (2015)    | 1265         |
| Portugal             | 36           |
| Tschechien           | 622          |
| Ungarn               | 1216         |
| Weltanbaufläche 2010 | 8027         |

### Österreich
In Österreich ist der Blaue Portugieser nur in Niederösterreich, und zwar im Weinviertel und vor allem in der Thermenregion, von Bedeutung. Im Jahr 2015 umfasste der Blaue Portugieser 1264 ha und 8,5 % der österreichischen Rotweinanbaufläche und lag damit, trotz abnehmender Tendenz, hinter dem Zweigelt und dem Blaufränkischen auf Rang 3 der Rotweinsorten. Der Blaue Portugieser hat in Österreich stark an Bedeutung verloren: Seine Anbaufläche hat im Zeitraum von 1999 bis 2009 um 31,2 % abgenommen.
Die Sorte verteilte sich 2015 wie folgt auf die Bundesländer in Österreich:
| Bundesland            | Fläche ha |
| --------------------- | --------- |
| Niederösterreich      | 1245      |
| Burgenland            | 10        |
| Wien                  | 6         |
| Steiermark            | 2         |
| Übrige Bundesländer   | 1         |
| Summe Österreich 2015 | 1264      |

### Deutschland
Von Österreich ausgehend wurde die Sorte nach Deutschland gebracht, wo sie vor allem in den Anbaugebiete Rheinhessen und Pfalz verbreitet wurde. An der Verbreitung innerhalb Deutschlands ab 1840 war Johann Philipp Bronner maßgeblich beteiligt. Bronner hat die Rebsorte Blauer Portugieser von Bad Vöslau nach Deutschland gebracht. Diese soll 30 bis 40 Jahre vor dem Besuch Bronners (1840) in Österreich noch unbekannt gewesen sein.
In Deutschland waren im Jahr 2022 2295 ha (= 2,2 % der Rebfläche)
mit der Rebsorte Blauer Portugieser bestockt. Die bestockte Fläche nimmt trotz des zwischenzeitlichen Rotweinbooms seit einigen Jahren kontinuierlich ab. Im Jahr 2006 waren noch 4683 ha
Anbaufläche bestockt, nachdem im Jahr 2001 noch 5039 ha
erhoben wurden. Im Sortenspiegel der Rotweinsorten muss sich der Blaue Portugieser nur den Sorten Spätburgunder und Dornfelder geschlagen geben. Hauptanbaugebiete sind die Pfalz mit 1086 ha und Rheinhessen mit 926 ha.
Die Sorte verteilte sich im Jahr 2011 wie folgt auf die einzelnen Anbaugebiete:
| Weinbaugebiet          | Fläche ha |
| ---------------------- | --------- |
| Ahr                    | 34        |
| Baden                  | 28        |
| Franken                | 68        |
| Hessische Bergstraße   | 4         |
| Mittelrhein            | 7         |
| Mosel                  | 2         |
| Nahe                   | 106       |
| Pfalz                  | 1967      |
| Rheingau               | 6         |
| Rheinhessen            | 1530      |
| Saale-Unstrut          | 44        |
| Sachsen                | 3         |
| Württemberg            | 166       |
| Summe Deutschland 2011 | 3966      |

## Synonyme
Das Synonym „Portugues Azul“ ist eine wörtliche Übersetzung von Blauer Portugieser in die portugiesische Sprache.
In der Datenbank des Julius Kühn-Instituts sind 113 Synonyme aufgelistet:
Autrichien, Azul, Badener, Badner, Blaue Feslanertraube, Blaue Feslauertraube, Blauer Fraenchischer, Blauer Oporto, Blauer Portugieser, Bonnette, Brina, Cerna Krajelvina, Cerna Kraljevina, Cerne Rane, Cerny Sryk, Crna Kraljevina, Crne Kraljevina, Early Burgundy, Feslauertraube, Frueher Blauer Portugieser, Frueher Voerlauer, Frueher Voeslauer, Fruehreife Garidelitraube, Fruh Portugieser, Fruher Blauer Portugieser, Garidelia Monopyrena, Garidelia Praecox, Garidelitraube Fruehreife, Giugnaiola, Imbrina, Ke Koperto, Kek Oporto, Kek Portugiezi, Kekoporto, Kraljevina, Kraljlvina, Laska Modrina, Maviona Rana, Mavrovna Rana, Mavrvona Rana, Modra Kraljevina, Modry Portugal, Mor Portugieser, Moravna, Nera Glabra Di Modolo, Oporto, Oporto Kek, Oporto Vaeslauer, Oportoi, Oportorebe, Opporto, Perequita, Plant De Oporto, Plant De Porto, Portgieser, Porthogese Nero, Porthogeze, Portjuge, Portoghese, Portoghese Nero, Portokiz, Portougalka, Portougalsky Siny, Portugais, Portugais Bleu, Portugais De Bingen, Portugais Noire, Portugaiser, Portugal, Portugalika, Portugaljka, Portugalka, Portugalkja, Portugalske Modre, Portugalske Sive, Portugalski, Portugalskie, Portugalskii Sinii, Portugalskij Sinij, Portugalsky Siny, Portuge Bleu, Portughese, Portughese Nero, Portugieser, Portugieser Blauer, Portugiesi, Portugiesische, Portugiezi, Portugiz, Portugizac, Portugizac Crni, Portugizal Crni, Portugizee, Portugizel, Portugizer, Portugizer N, Portugroljka, Portugues Azul, Prokupac, Raisin Des Roses, Rana Modra, Rana Modra Kraljevina, Ranina, Schwarze, Skorak, Skore Cerne, Uessinella, Veslaver, Veste Di Monaca, Voeslaner, Voeslauer, Voslaner, Weslau.